# Mount Carse
Mount Carse är ett berg i Sydgeorgien och Sydsandwichöarna (Storbritannien). Det ligger i den nordvästra delen av Sydgeorgien och Sydsandwichöarna. Toppen på Mount Carse är 2 331 meter över havet. Mount Carse ingår i Salvesen Range.
Terrängen runt Mount Carse är bergig österut, men västerut är den kuperad. Mount Carse är den högsta punkten i trakten. Trakten runt Mount Carse är nära nog obefolkad, med mindre än två invånare per kvadratkilometer. Det finns inga samhällen i närheten. Trakten runt Mount Carse består i huvudsak av gräsmarker.